# Ferdinando Antonio Ghedini
Ferdinando Antonio Ghedini  (né le 19 août 1684 à Bologne, Italie - mort dans la même ville le 28 janvier 1768) est un naturaliste et poète italien.

## Biographie
Ferdinando Antonio Ghedini naquit à Bologne en 1684, et s’appliqua dans sa jeunesse à la médecine, qu’il exerça avec intelligence et succès. Mais, considérant que cet art n’est souvent que conjectural, il en abandonna la pratique à cause de la répugnance qu’il avait d’agir au hasard, en ce qui concernait la vie des hommes. Dès lors il se voua tout entier à des travaux littéraires en prose et en vers, comme encore à l’étude des mathématiques et de l’histoire naturelle. Se trouvant sans fortune, il fut réduit à entrer au service de l’ambassadeur d’Espagne près la république de Venise, le prince de Bisignano, en qualité de précepteur de son fils. Ce prince, ayant été nommé ensuite vice-roi des Indes, emmena avec lui Ghedini, qui, à peine arrivé à Cadix pour s’embarquer, ne put se résoudre à s’éloigner davantage de sa patrie. Il abandonna le vice-roi des Indes, renonçant aux richesses qu’il pouvait y acquérir, et revint à Bologne. En 1715 il alla à Rome, où il fut bien accueilli et très-goûté de plusieurs grands personnages, qui cependant ne purent lui faire oublier son pays natal. On l’y revit bientôt ; et l’estime qu’on y avait pour ses talents et ses lumières le fit inscrire parmi les membres de l’Institut des sciences de Bologne. Chargé en outre d’y enseigner l’histoire naturelle, il commença ses leçons par un discours latin très-élégant. Le savant Eustachio Manfredi le fit ensuite nommer professeur d’humanités dans le collège Sinibaldi, et il se plut tellement dans cet emploi, conforme à ses goûts, qu’il y resta jusqu’à sa mort, arrivée en 1768. Vincenzo Camillo Alberti, qui a écrit sa vie, le représente comme le vrai sage d’Horace, et lui applique le si fractus illabatur orbis, etc., à propos surtout de ce qu’une nuit, le plancher de la chambre dans laquelle il était couché ayant manqué sous son lit, il était tombé jusque dans la cave sans que la secousse l’eût éveillé. Eustachio Manfredi disait de Ghedini dans une lettre à Tommaso Narducci de Lucques : « Je ne connais personne qui écrive mieux que lui, soit en latin, soit en italien, en vers ou en prose ; son talent est accompagné d’une morale parfaite, et sa modestie est si grande qu’il se croit autant au-dessous des autres que les autres le croient au-dessus d’eux. »

## Œuvres
Ses ouvrages imprimés sont :
- Le discours d’ouverture du cours d’histoire naturelle dont nous avons parlé ; il a pour titre : Ad exercitationes de rebus naturalibus præfatio, Bologne, 1721 ;
- des sonnets que Roberti et Bettinelli ont fort vantés ; le premier dans son second dialogue Del lusso ; et l’autre, dans son traité Del sonetto. Ghedini excellait aussi dans le genre de l’ode ; et les Italiens citent en preuve celle où il a décrit l’enthousiasme poétique de Pindare.